# Schachtel
Als Schachtel bezeichnet man einen handlichen, zumeist quaderförmigen Behälter für den alltäglichen Gebrauch.
Man unterscheidet nach Fertigung bzw. Material beispielsweise:
- Faltschachtel, Behälter aus Papier oder Karton
- Spanschachtel, Behälter aus Weichholz

Nach dem Inhalt unterscheidet man beispielsweise:
- Archivschachtel
- Hutschachtel
- Schuhschachtel
- Spielzeugschachtel (siehe Museum Steinacher Spielzeugschachtel)
- Streichholzschachtel

Siehe auch
- Box
- Kiste